# Cheyenne, Wyoming
Cheyenne este capitala statului Wyoming din Statele Unite ale Americii și totodată sediul administrativ al comitatului Laramie.